# Jüdische Gemeinde Düren
Bereits 1241/42 wurde die Jüdische Gemeinde Düren in Düren (Nordrhein-Westfalen) erwähnt. Im 13. Jahrhundert wird zudem Rabbiner Isaak ben Meïr aus Düren erwähnt.
Nach der Vernichtung der Gemeinde zur Zeit des Pestpogroms siedelten sich Juden vor 1370 wieder an, 1404 lebten mindestens acht Familien in der Stadt. Bereits vor 1600 hatten sie eine „Juddenschol vf dem Vehmarkt“ eingerichtet. Während des 17. und 18. Jahrhunderts erhielten mehrere Familien ein Geleit. Nach dem Preußischen Judengesetz von 1847 wurde der Synagogenbezirk Düren geschaffen. 
Die Synagogengemeinde zählte in den frühen 1930er Jahren ca. 400 Personen. Sie wurde vom Vorstand, bestehend aus drei Mitgliedern und zwölf Repräsentanten, verwaltet. Vorsitzender des Synagogenvorstandes war Hermann Löwenstein. Lehrer, Prediger und Rendant war Max Oppenheim. Gottesdienst war samstags morgens um 9 Uhr. Es gab auch einen jüdischen Jugendverein mit über 100 Mitgliedern und den Central-Verein deutscher Staatsbürger jüdischen Glaubens mit 60 Mitgliedern.
Bis heute gibt es in Düren zwei jüdische Friedhöfe, den alten und den neuen Friedhof.